# Lepyronia sordida
Lepyronia sordida is een halfvleugelig insect uit de familie Aphrophoridae. De wetenschappelijke naam van deze soort is voor het eerst geldig gepubliceerd in 1864 door Stål.